# پت کرراند
پاتریک تیموتی "پدی" کرراند (به انگلیسی: Patrick Timothy "Paddy" Crerand) (زاده ۱۹ فوریه ۱۹۳۹) بازیکن و مربی سابق فوتبال اهل اسکاتلند است. وی اصلیتی ایرلندی دارد.